# 비커리지 로드
비커리지 로드(Vicarage Road)는 잉글랜드 하트퍼드셔주 왓퍼드에 있는 경기장으로, 1922년 8월 30일에 세워졌다. 22,220명을 수용하며, 축구의 왓퍼드 FC(프리미어리그) 홈구장이다.
럭비 유니언의 사라센스 FC(잉글리시 프리미어십)와 축구의 윌드스톤 FC(Wealdstone F.C., 내셔널리그 사우스)의 홈구장이기도 했다.